# Atao Hinnouho
Atao Hinnouho (nom complet Mohamed Atao Hinnouho) est un homme d'affaires et homme politique béninois. Il est élu plusieurs fois député avant ses démêlés avec la justice béninoise. Il est élu député de la 6e  et de la  7e législature du Bénin.

## Parcours politique
En septembre 2011, il démissionne du parti du Parti du renouveau démocratique (PRD) de Adrien Houngbédji dont il est élu député 15e circonscription électorale en 2011 après avoir été élu conseiller municipal en 2008 lors élections municipales béninoises de 2008 sous la bannière du même parti,. Puis il prend son indépendance en créant en 2015 le parti Réso Atao connu dans un premier temps pour ses œuvres sociales à travers son association Réso-Atao qui va muer un peu plus tard en partie politique.
Mohamed Atao Hinnouho est élu plus jeune député béninois en 2011, il est également le plus jeune candidat à l'élection présidentielle béninoise de 2016 dont Patrice Talon sortira vainqueur. Mohamed Atao Hinnouho est surtout connu dans le secteur pharmaceutique via le laboratoire indien New Cesamex dont il est le représentant et dont le siège est en République démocratique du Congo.

## Démêlés avec la justice béninoise
Longtemps soupçonné avec sa femme d’être des acteurs majeurs de trafic de faux médicaments et d’approvisionner le marché Adjégounlè, un marché-pharmacie à ciel ouvert de Cotonou, il est condamné à 6 ans de prison par le tribunal de première instance de Cotonou le 6 novembre 2018 et une amende d' un milliard de Francs CFA et des dommages et intérêts de 2 milliards après un long feuilleton judiciaire qui porte le nom de « Affaire Atao»,,,,. Il comparaissait devant le tribunal pour fraude douanière, rébellion, violence et voie de fait. En prison depuis mai 2018, il verra son immunité parlementaire levée le 24 juillet 2018.
Avant sa condamnation définitive, il est admis plusieurs fois aux soins au Centre national universitaire Hubert Maga de Cotonou avant d’être finalement autorisé à se rendre en France pour se soigner,.